# Gyrus supramarginal
Le gyrus supramarginal (GSM) est un gyrus du lobe pariétal du cortex cérébral. Il est situé à l'intérieur du lobule pariétal inférieur, en position antérieure par rapport au gyrus angulaire.
Le gyrus supramarginal embrasse dans sa concavité l'extrémité du rameau ascendant du sillon latéral. Sa limite inférieure est constituée par le sillon latéral jusqu'au point où celui-ci tourne vers le haut pour former le rameau ascendant, puis à partir de ce point vers l'arrière, par une ligne non anatomique, parallèle à la ligne commissure antérieure - commissure postérieure (« horizontale » dans le référentiel de Talairach). Sa limite supérieure est constituée par le sillon intrapariétal.
Sa limite antérieure est formée par le sillon postcentral, lorsque le sillon intrapariétal s'anastomose sur ce dernier. Et lorsqu'il n'y a pas d'anastomose, la partie antérieure du sillon intrapariétal suit une courbure parallèle au sillon postcentral et définit la limite antérieure du gyrus postcentral. La surface restante, entre la sillon intrapariétal et le sillon postcentral, définit une troisième partie du lobule pariétal inférieure (appelée par Houdé et al. « gyrus pariétal inférieur »).
La limite postérieure du gyrus supramarginal correspond à un rameau descendant du sillon intrapariétal, appelé le sillon intermédiaire de Jensen, lorsque celui-ci est présent. S'il est absent, la limite est alors définie par le sillon marquant la partie postérieure du premier pli de passage dessinant la courbure supérieure du gyrus supramarginal.
Une atteinte du GSM peut donner une aphasie de conduction et une apraxie idéomotrice.
|                                               | |
| Gyrus de la face externe (hémisphère gauche). | Sillons et gyrus de la face externe (hémisphère droit) ; d'après une pièce anatomique de Di Marino, Etienne, Niddam. |
|                                               | |
| Face externe de l'hémisphère gauche.          | |